# Seilhan
Seilhan là một xã thuộc tỉnh Haute-Garonne trong vùng Occitanie tây nam nước Pháp. Xã này nằm ở khu vực có độ cao trung bình 470 mét trên mực nước biển. Diện tích là 4,68 km2.